# 維多利亞 (卡瓦尼亞斯省)
13°57′N 88°38′W / 13.950°N 88.633°W
維多利亞（西班牙語：Victoria），是薩爾瓦多的城鎮，位於該國東北部，由卡瓦尼亞斯省負責管轄，面積146.95平方公里，海拔高度771米，2013年人口6,106，人口密度每平方公里41.55人。